# Карл Гайслер
Карл Гайслер (нім. Carl Heissler; 18 січня 1823, Відень, — 13 листопада 1878, Відень) — австрійський скрипаль і альтист.
Учень Йозефа Бема і Георга Хельмесбергера. З 1845 роки грав на альті в квартеті під керуванням Леопольда Янси, потім в 1849 році разом з двома іншими учасниками квартету почав виступати з першою скрипкою Йозефом Хельмесбергером, сином свого вчителя, — цей колектив став знаменитим як Квартет Хельмесбергера; Хайслер виступав в ньому до 1855 року.
Викладав у Віденській консерваторії, де серед його учнів були, зокрема, Ханс Вессель, Юліус Вінклер, Ойген Грюнберг, Франьо Крежма, Ганс Ріхтер, Арнольд Розі і Франц Шальк. У 1869—1871 рр. очолював також напівлюбительський оркестр віденського Товариства друзів музики (нім. Gesellschaft der Musicfreunde) — на цій посаді Гайслер змінили спершу Антон Рубінштейн, а потім Йоганнес Брамс.